# Дајамантина (река)
Дајамантина је река у Квинсленду, Аустралија. Извире у централном делу земље, а увире у језеро Ер у Јужној Аустралији